# Caudecoste
Caudecoste é uma comuna francesa na região administrativa da Nova Aquitânia, no departamento Lot-et-Garonne. Estende-se por uma área de 17,1 km². Em 2010 a comuna tinha 1 110 habitantes (densidade: 64,9 hab./km²).